# Lorna Prendergast
Lorna Prendergrast és una antiga telefonista i bibliotecària australiana. El 2019, amb 90 anys, va aconseguir un títol universitari, tot sent la persona més vella en graduar-se.

## Història
El juliol de 2019, amb 90 anys, Lorna Prendergast va sortir a mitjans de comunicació d'arreu del món quan va graduar per la Universitat de Melbourne amb el títol de Master of Ageing.
Prendergrast va endegar els seus estudis en record del seu marit Jim, que va sofrir demència i que va morir als 64 anys. Estudiant a distància, va investigar la correlació entre la música i l'alleujament temporal de la demència. El juliol de 2020, Lorna va començar una prova de musicoteràpia en les residències per a gent gran d'East Gippsland. Prendergrast ha rebut beques per al seu assaig per part del govern local. També ha col·laborat en l'organització Rotary Sunrise, per proporcionar un jocs d'auriculars personalitzables a cada pacient de demència del seu assaig de musicoteràpia.
Com a alumna, ha inspirat australians en regions remotes perquè continuessin els seus estudis, ja que prové de la ciutat rural de Bairnsdale. Com a investigadora, ha tractat sobre les necessitats dels pacients amb demència, tot millorant la seva qualitat de vida i les seves relacions amb els cuidadors.